# Bank of the West Classic 2016
Il Bank of the West Classic 2016 è stato un torneo di tennis giocato sul cemento. È stata la 46ª edizione del Bank of the West Classic, che fa parte della categoria Premier nell'ambito del WTA Tour 2016. Si è giocato al Taube Tennis Center di Stanford, in California, dal 18 al 24 luglio 2016.

## Partecipanti

### Teste di serie
| Nazionalità | Giocatrice         | Ranking1 | Testa di serie |
| ----------- | ------------------ | -------- | -------------- |
| Stati Uniti | Venus Williams     | 7        | 1              |
| Slovacchia  | Dominika Cibulková | 12       | 2              |
| Regno Unito | Johanna Konta      | 18       | 3              |
| Stati Uniti | Coco Vandeweghe    | 35       | 4              |
| Giappone    | Misaki Doi         | 36       | 5              |
| Lettonia    | Jeļena Ostapenko   | 37       | 6              |
| Francia     | Alizé Cornet       | 51       | 7              |
| Stati Uniti | Varvara Lepchenko  | 52       | 8              |

- 1 Ranking all'11 luglio 2016.

### Altre partecipanti
Le seguenti giocatrici hanno ricevuto una wild card per il tabellone principale:
- Catherine Bellis
- Julia Boserup
- Maria Mateas
- Carol Zhao

Le seguenti giocatrici sono passate dalle qualificazioni:

- Ana Bogdan
- Elica Kostova
- Asia Muhammad
- Sachia Vickery

## Campionesse

### Singolare
Johanna Konta ha sconfitto in finale  Venus Williams con il punteggio di 7–5, 5–7, 6–2.
- È il primo titolo in carriera per la Konta.

### Doppio
Raquel Atawo /  Abigail Spears hanno sconfitto in finale  Darija Jurak /  Anastasija Rodionova con il punteggio di 6–3, 6–4.